# Gonomyia nubeculosa
Gonomyia nubeculosa är en tvåvingeart som beskrevs av De Meijere 1911. Gonomyia nubeculosa ingår i släktet Gonomyia och familjen småharkrankar. Inga underarter finns listade i Catalogue of Life.